# Коропецька діброва
«Коропецька діброва» — ботанічна пам'ятка природи місцевого значення в Україні. Пам'ятка природи розташована на території Монастириського району Тернопільської області, с. Залісся, Коропецьке лісництво, кв. 28 в. 5, лісове урочище «Коропець».
Площа — 20,00 га, статус отриманий у 1977 році.